# Ричленд (округ, Північна Дакота)
Шаблон:StateAbbr_ 46°16′ пн. ш. 96°57′ зх. д. / 46.27° пн. ш. 96.95° зх. д.
Округ Ричленд (англ. Richland County) — округ (графство) у штаті Північна Дакота, США. Ідентифікатор округу 38077.

## Історія
Округ утворений 1873 року.

## Демографія
За даними перепису 2000 року загальне населення округу становило 17998 осіб, зокрема міського населення було 8658, а сільського — 9340.
Серед мешканців округу чоловіків було 9332, а жінок — 8666. В окрузі було 6885 домогосподарств, 4427 родин, які мешкали в 7575 будинках.
Середній розмір родини становив 3,06.
Віковий розподіл населення поданий у таблиці:
| Стать    | До 15 років | 15-21 | 22-29 | 30-39 | 40-49 | 50-65 | 65-85 | Понад 85 |
| -------- | ----------- | ----- | ----- | ----- | ----- | ----- | ----- | -------- |
| Чоловіки | 1837        | 1730  | 849   | 1149  | 1484  | 1143  | 1004  | 136      |
| Жінки    | 1730        | 1125  | 660   | 1097  | 1334  | 1114  | 1254  | 352      |

## Суміжні округи
- Кесс — північ
- Клей, Міннесота — північний схід
- Вілкін, Міннесота — схід
- Траверс, Міннесота — південний схід
- Робертс, Південна Дакота — південь
- Маршалл, Південна Дакота — південний захід
- Сарджент — захід
- Ренсом — північний захід

## Виноски
1. ↑  US Decennial Census. US Census Bureau. Архів оригіналу за 26 квітня 2015. Процитовано 1 лютого 2015.
2. ↑  Historical Census Browser. University of Virginia Library. Архів оригіналу за 11 серпня 2012. Процитовано 1 лютого 2015.
3. ↑  Forstall, Richard L., ред. (20 квітня 1995). Population of Counties by Decennial Census: 1900 to 1990. US Census Bureau. Архів оригіналу за 5 березня 2015. Процитовано 1 лютого 2015.
4. ↑  Census 2000 PHC-T-4. Ranking Tables for Counties: 1990 and 2000 (PDF). US Census Bureau. 2 квітня 2001. Архів оригіналу (PDF) за 18 грудня 2014. Процитовано 1 лютого 2015.
5. ↑  State & County QuickFacts. Бюро перепису населення США. Архів оригіналу за 17 липня 2011. Процитовано 1 листопада 2013.(англ.) Наведено за англійською вікіпедією.
6. ↑  American FactFinder. Бюро перепису населення США. Архів оригіналу за 26 лютого 2012. Процитовано 31 січня 2008.

| США | Це незавершена стаття з географії США. Ви можете допомогти проєкту, виправивши або дописавши її. |